# Anoreina biannulata
Anoreina biannulata är en skalbaggsart som först beskrevs av Bates 1866.  Anoreina biannulata ingår i släktet Anoreina och familjen långhorningar. Inga underarter finns listade i Catalogue of Life.